# Simicska Lajos
Simicska Lajos (Székesfehérvár, 1960. január 28. –) magyar üzletember, a Hír TV volt elnöke, 2016-ban Magyarország 9. leggazdagabb személye volt (2020-ban a 49.). Fia Simicska Ádám Lajos vállalkozó.
A közvélemény a Fidesz egyik legfőbb szövetségeseként és kedvezményezettjeként tartotta számon. A később a Fidesz magjául szolgáló Bibó-szakkollégiumi csapat tagja, majd a Fidesz pénztárosa, 1998–1999-ig az APEH elnöke, a Közgép tulajdonosa és a Mahir vezérigazgatója. Az ellenzék rendszeresen kritizálta, amiért az érdekeltségébe tartozó cégek a Fidesz kormányzása idején lényegesen több állami megrendelést kaptak. 2015 év eleje óta azonban nyilvános, Orbán Viktor miniszterelnökre tett vulgáris kijelentése után a média rendszeresen arról tudósított, hogy cégeit megpróbálták ellehetetleníteni. A Befolyás-barométer szerint 2014-ben ő volt Magyarország 3. legbefolyásosabb személye. A 2018-as országgyűlési választás után érdekeltségei nagy részét megszüntette vagy eladta, a nyilvánosságtól visszavonult.

## A rendszerváltásig
1979-ben érettségizett a székesfehérvári Teleki Blanka Gimnáziumban, matematikára szakosodott osztályban. A középiskolai évek alatt találkozhatott először Orbán Viktorral, aki ugyanabba a gimnáziumba járt, két évfolyammal alatta. 1983-ban, másodéves egyetemistaként lett a Bibó István Szakkollégium tagja (ekkor még nem ezen a néven volt ismert a szakkollégium, azt csak 1985-ben vette fel.) Gyekiczki András, aki ekkor szintén bibós volt, egy későbbi interjújában úgy emlékezett vissza a kezdetre: „Negyedéves korunkban érkezett Simicska, Orbán Viktor és társaik a Budaörsi úti kollégiumba. Belépőjük nagyon visszhangos volt. Berúgtak, az üvegajtó kitört, de még nagyobb visszhangja volt annak, hogy alapjaiban akarták megreformálni a kari életet.”
A céljuk ugyanis az volt, hogy a hallgatói képviseleti rendszer vezetője ne automatikusan a KISZ titkára legyen. Végül részsikerrel jártak: az öttagú hallgatói bizottságba bejutott Simicska és Nagy Andor is, utóbbit beválasztották az egyetemi tanácsba is. Akkori diáktársaik – név nélkül nyilatkozva – évtizedekkel később úgy jellemezték Simicskát: a társaságban visszahúzódó volt, voltak viselkedési és öltözködési problémái, ám az agya egy zsenié. Egy 2012-es interjúban az egyik volt kollégista úgy fogalmazott: „Lajos rendkívül értelmes ember, a zseni kategóriába tartozik. (…) Előfordult, hogy a kollégiumban egy előadásra mackónadrágban és papucsban jött le. Úgy nézett ki, mintha ő lenne a gondnok, de amikor hozzászólt az előadáshoz, akkor mindenki elhallgatott.”
Kéri László politológus, aki ekkor tanárként segítette a Bibót, 2001-ben úgy emlékezett vissza rájuk: „Amikor 1982 őszén Viktorék elkezdték az egyetemet, két-három hónap után fölfogtam, hogy velük nemigen lehet mit kezdeni. Nem fogok olyanokkal alkudozni, akik ellenfélnek tekintenek bennünket. Áderék, Kövérék, Szájerék kompromisszumkészek voltak. Óra után le lehetett ülni velük, sörözni, beszélgetni. Ezzel az engesztelhetetlen branccsal alig-alig. (…) 1983 novemberében, a szakkollégium alakuló ülésén Lenin-fiúknak neveztem Simicskát és őt [Orbánt], mert agresszív, kirekesztő, ellenségkereső viselkedésük az ő módszereikre emlékeztetett. Karácsonykor levelet írtam a kollégáimnak, hogy tűnjünk innen, mert megjött egy új korosztály, amellyel nem lehet szót érteni.”

## Politikai pályafutása
A Fidesz 1988. március 30-án alakult meg, döntően az egykori bibósok vezetésével. Simicska nem volt az alapítók közt, és hivatalos pozíciója sem volt a pártban. Az 1990-es parlamenti választáson a Fidesz 5,44 százalékot szerzett, így 21 képviselővel bejutottak a Parlamentbe. Simicskára az ezt követő időkben a párt tanácsadójaként hivatkoztak, hivatalos pozíciót azonban csak 1993-tól töltött be, amikor Orbán felkérésére a Fidesz gazdasági igazgatója lett. Ehhez az időszakhoz fűződik a párt első nagyobb gazdasági botránya, a székházügy – igaz, ekkor már csak annyi történt, hogy a sajtó felkapta az ügyet, az események valójában még az előtt történtek, hogy Simicska hivatalos pozíciót vállalt volna a Fideszben. A kormány az MDF és a Fidesz számára titkos kormányhatározattal a nekik törvény szerint járónál jóval nagyobb alapterületű és rendkívül értékes ingatlanokat adományozott, amelyeket részben állami tulajdonú bankoknak adtak el igen magas áron. A tranzakció törvényes volt, de sok kritika érte miatta a két pártot, és nagy sebet ejtett azon a képen, amely szerint a Fidesz nem működik együtt a kormányzó MDF-fel az üzletben, miközben a politikában támadja. Többek közt ezek is vezethettek ahhoz, hogy bár az 1992-93-as közvélemény-kutatásokat még toronymagasan a Fidesz vezette, az 1994-es választáson mindössze 7,7 százalékot szereztek, és ismét ellenzékbe szorultak.
A választási vereség után Simicska a Fidesz gazdasági igazgatója maradt – ekkor adta nagyon kevés interjújának egyikét is. 1994 októberében a Népszabadságnak arról beszélt: biztosítani kell "a párt finanszírozását úgy, hogy a Fidesz ne függjön külső erőforrásoktól (...) Mivel ezek a lobbik nem karitatív szervezetek, a Fidesznek a megalakulásától kezdve nem voltak külső támogatói. El akartuk tehát kerülni mind a belföldi, mind pedig a külföldi csoportok gyámkodását, viszont így saját forráshoz kellett jutnunk." "A politikához ugyanaz a három dolog szükséges, mint a háborúhoz" – utalt Montecuccoli híres mondására.
Ám ugyanebben az évben a figyelme már a politikán kívülre is fordult. Még a választás előtt, 1994 tavaszán privatizálták a közterületi reklámokkal foglalkozó, addig állami tulajdonú Mahirt, amely sok hirdetési felülettel rendelkezett, így a kampányban is fontos szerepe lett. A céget a B-Reklám Kft. vette meg, amelynek tulajdonosi körét Fidesz-közelinek jellemezték. Simicska ekkor még nem vállalt ott szerepet, ám 1994 júliusában igazgatósági tag lett, később pedig tulajdonrészt is vásárolt a B-Reklám Kft.-ben. Több más vállalkozásban is érdekeltségeket szerzett: egy 2000-es összesítés mintegy 60 Fidesz-közelinek mondott céget számolt össze, ebből 24-ben volt érdekelt, és több cégnél megjelent felesége, Pusztai Zsuzsanna neve is érdekeltként. A nyilvánosság elől azonban egyre inkább eltűnt, és ezzel együtt a Fideszben betöltött posztjától is megvált.

### Az APEH elnökeként
A Fidesz megnyerte az 1998-as választást, Simicskát pedig az APEH elnökévé nevezték ki. (A kinevezése előtti parlamenti bizottsági meghallgatáson készült róla az a fotósorozat, amely után 14 éven át nem került ki a médiába újabb fénykép.) 1998-hoz köthető a Kaya Ibrahim-Josip Tot-ügy, amikor két külföldi vendégmunkás nevére került át tucatnyi Fidesz-közelinek mondott cég, így nem lehetett behajtani a vállalatok ellenzéki évek alatt összegyűjtött veszteségét sem. Arról később komolyabb vita folyt, hogy ők tényleg megvásárolták-e a cégeket, vagy csak az aláírásukat használta fel valaki, ám annyi biztos, hogy a cégektől a korábbi tulajdonosok megszabadultak fizetési kötelezettség nélkül. Simicska érintettsége nem bizonyított azóta sem, ahogy 1998 másik nagy port kavaró ügyében, a hosszú bájtok éjszakája kapcsán sem mutatta ki soha hivatalos szerv a szabálytalanságokat, amelyekről a pletykák szóltak.
A soha nem igazolt, ám nem is cáfolt híresztelések szerint vagy 1998 augusztusában, a Simicska elnökké kinevezését követő hétvégén, vagy halottak napján (vagyis eltérnek a pletykák arról is, mikor történt, annyiban egyeznek meg, hogy olyankor, amikor másnap nem járt senki ott) valaki vagy valakik behatoltak az APEH informatikai rendszerébe és ott több Fidesz-közeli cég adatait törölték vagy módosították. A későbbi vizsgálatok a megszellőztetett, ám meg nem erősített információk annyit megállapítottak, hogy külön informatikai szakember foglalkozott azzal, hogy lekérje az adatokat, amelyeket Simicska igényelt, ám hogy ezeket felhasználták vagy módosították-e, soha nem derült ki. Az is biztos a vizsgálatok szerint, hogy legalább tíz szakember összehangolt munkájára lett volna szükség a sikeres akcióhoz. Ám az is kiderült, hogy a Defend őrző-védő céghez több olyan adat is kiszivárgott, amelyhez szabályosan nem juthattak hozzá. Egy informatikus ellen indult végül eljárás.
Azt, hogy az APEH szakmailag sikeresen működött ekkor, még az ellenzéki sajtó is elismerte: felállt az adórendőrség, az APEH felügyelete alá került a tb-behajtás, az adóbevételek pedig Simicska lemondásakor, 1999 közepén már meghaladták az előző év számait. Az adóhivatal 1999. július 31-ig csaknem 170 milliárddal több adóbevételt szedett, mint az előző év azonos időszakában. A személyi jövedelemadó 20 milliárddal, a tb-járulék 10 milliárddal több lett, mint amit terveztek, s az adótartozások behajtásából is 64 százalékkal több folyt be a tervezettnél, egyedül az áfabevételek maradtak el a várttól 50 milliárddal. A politikai támadások azonban állandósultak. Az SZDSZ vizsgálóbizottság felállítását követelte, hogy vizsgálják Simicska korábbi cégeinek ügyeit, ám ezt a kormánytöbbség nem vette napirendre.
Simicska 1999. augusztus 30-án mondott le az APEH-elnökségről. Indoklása szerint, amelyet a Napi Magyarországban tett közre, apja, majd apósa is váratlanul halt meg, aminek szerinte az ellenzéki támadássorozat miatti stressz volt az oka. "Megöltétek az apámat, az apósomat, az Úristen irgalmazzon néktek!" – szólt elhíresült, sokáig utolsó sajtónyilvános mondata. Ezek után hosszabb időre ismét eltűnt a nagy nyilvánosság elől.

## Üzleti tevékenysége
A lemondás után, majd a Fidesz két újabb ellenzéki ciklusa alatt nőtt igazán nagyra a Simicskához közvetlenül vagy közvetetten kötődő cégbirodalom. Igaz, a különböző tulajdonlások rendszere olyan bonyolult és átláthatatlan volt, hogy egészen 2012 tavaszáig a sajtóban alig lehetett bizonyíthatóan írni Simicska szerepvállalásáról. A Mahir mellett ekkor kezdett felfutni az építkezésekben egyre fontosabb szereplővé váló Közgép, melyről már ez idő alatt is pletykálták, hogy Simicska cége, ám csak 2012-ben vált ez bizonyítottá. A cégnek 2004-ben még alig 1,8 milliárd forint volt a nettó bevétele, ám ez a szám 2005-ben már 7,5 milliárdra ugrott, 2008-ban megközelítette a 20 milliárdot, 2009-ben pedig alulról súrolta a 40 milliárdot. Azt, hogy a valódi tulajdonosi szerkezet éveken át ismeretlen maradt, egy egyszerű módszerrel oldották meg: a társaság közgyűlésein egyedül Németh Miklós vezérigazgató jelent meg, akinek csak 0,03 százalékos részesedése van, így a közgyűlés érvénytelen lett. Azonban rövid idővel, akár egy órával később az ismételten összehívott közgyűlést már a részvényesek akármilyen kis hányadával, vagyis egy szereplővel is érvényesnek lehetett elfogadni.
2012-ben az Origo rátalált a Pro Aurum cég üzleti beszámolóira, amelyekben azt írták, hogy 2008-ban, 2009-ben és 2010-ben is a Közgép részvényeinek 23,27 százalékát birtokolták (a cikk írásakor még nem voltak elérhetőek a 2011-es adatok). Mint a cikk írja, A cégbíróságon megtalálható legfrissebb adatok szerint a Pro Aurum közvetetten Simicska Lajos érdekeltségébe tartozik, a 2010. júniusi közgyűlésről szóló iratok szerint ugyanis a cég közel fele két olyan vagyonkezelő kft.-nek (ezek neve Pro A és Pro B) a tulajdonában van, amelyeket többségében az üzletember és felesége által birtokolt, Neo-Met Kft. cég tulajdonol. Simicska és felesége azonban csak 2010 áprilisában vásárolta meg ezt a társaságot, így akkor még nem volt az övék, amikor a Közgép-részesedésről szóló Pro Aurum-beszámolók készültek. Simicskáék megjelenése előtt egy sajátos és nehezen követhető körforgás jellemezte az érintett társaságoknak a cégbírósági iratokból megismerhető tulajdoni viszonyait a hírportál szerint: a Pro Aurum közel felét birtokló két vagyonkezelő, a Pro A és a Pro B többségi tulajdonosa a Neo-Met Kft. volt, amelyet azonban többségében épp maga a Pro Aurum tulajdonolt. Így tehát egy zárt kör működött, amelynek részletes hátterét a cégbíróságon hozzáférhető iratokból nem lehet kihámozni. A vállalatcsoport érdekelt volt a médiapiacon is: a Pro Aurumnak résztulajdona volt a Magyar Nemzetben.

### A Fidesz 2010-es győzelme óta
A Simicskához köthető cégbirodalom az egyik legnagyobbá nőtte ki magát Magyarországon a Fidesz kétharmados választási győzelme után. Konkrétan Simicska nevéről mégis csak 2012 áprilisa óta lehet beszélni: ekkor történt meg, hogy egy közbeszerzési dokumentációban Németh Miklós, a Közgép vezérigazgatója leírta: a cég „tényleges tulajdonosának minősülő természetes személy dr. Simicska Lajos”.
A hozzá köthető cégek a magyar közbeszerzések egyik legnagyobb nyerteseivé váltak. Csak 2010-ben és 2011-ben a nyilvános adatok szerint 680,5 milliárd forintnyi közbeszerzést nyert el a Közgép különböző állami építkezési beruházásokból, a legnagyobb projektek a Szajol-Püspökladány vasútvonal fejlesztése 99 milliárdért, egy országos közúthálózat-fejlesztési program 41 milliárdért, illetve a Gyoma és Békéscsaba közti vasútfelújítás 39 milliárdért. Az állami szektorból ugyanez idő alatt 287,81 milliárdot érő megbízás érkezett. A szintén ebbe az érdekeltségi körbe tartozó, hirdetésekkel foglalkozó Publimont Kft. pedig, bár 2009-ben még veszteséges volt, 2011-ben már 1,05 milliárdos osztalékot fizetett ki – köszönhetően például annak, hogy a Szerencsejáték Zrt. 800, a Magyar Turizmus Zrt. 470 millió forintért hirdetett náluk.
A 2011-es adatok szerint a Fidesz-közelinek tartott médiavállalkozások összesen 25,7 milliárdos forgalom mellett 3,75 milliárd forint nyereséget termeltek tulajdonosaiknak 2011-ben – 2009-cel összevetve az árbevétele a médiabirodalomnak 64 százalékkal, míg a nyeresége majdnem a hétszeresére nőtt. A Közigazgatási és Igazságügyi Minisztérium (KIM) honlapján szereplő taggyűlési határozatok alapján végzett számítások szerint Simicska 2011-ben a médiavállalkozásaiból 1,27 milliárd forintot vett ki nyereségként. A Simicska és felesége által közösen tulajdonolt Neo-Met Kft. valamint a Pro Aurum Zrt. további 2,5 és 2,1 milliárdos osztalékot fizetett ki a tulajdonosainak. A Simicska-birodalomhoz köthető Hung-Ister Zrt. gyártócég, amely többek között a Szerencsejáték Zrt. sorsolásainak műsorait is készíti, 715 milliós, míg a Mahir-cégcsoporthoz tartozó Mahir Kiállításszervező Zrt. rendezvénycég 80 milliós nyereséggel zárta 2011-et. A 2011-es összeredményt jelentősen megdobta a Metropol felvásárlása, amely a Megapolison és az MTG Metro Gratison keresztül összesen 648 milliós nyereséget tett hozzá a portfólióhoz. A közterületi médiacégek különösen jól teljesítettek a korábbi évekhez képest, a Publimont egymilliárdos nyereségéhez az EuroAWK 202, a Mahir Cityposter 119, az Euro Publicity 74 milliót tett hozzá, de még a korábban csak veszteséget termelő A Plakát is 37 millió forint nyereséget termelt.
2012-ben került be Simicska neve igazán komolyan a politikai közbeszédbe: az ellenzéki pártok ekkor kezdték az ő és cégei pénzügyeiről kérdezni a kormányt gyakrabban, nevesítve is az érintetteket. A kormányzati reakció az ellenzéki vádakra, amelyek szerint "újra az oligarchák kezébe került a kormányzás" (az LMP-s Karácsony Gergely fogalmazott így 2012 májusában parlamenti azonnali kérdésében), általában az, hogy fölösleges támadni a sikeres magyar nagyvállalatokat. Orbán Viktor a már idézett azonnali kérdésre azt válaszolta: "Magyarországnak nagy magyar vállalatokra szüksége van a pénzügyi szektorban, a biztosítási iparban, az építőiparban, az energiaiparban, a járműgyártásban, a gyógyszeriparban, az élelmiszeriparban, az információs technológiákban, a szállodaiparban, vagyis minden jelentős területen. Igen, nagytőkésekre, sikeres, sok milliárddal rendelkező vállalkozókra van szükségünk. Ha nem, akkor mindent a külföldiek fognak elvinni ebben az országban, és meggyőződésem szerint – ha tudja ön ezt, ha nem – ön valójában, amikor a magyar tőke ellen beszél, labancpolitikát folytat, amit én elutasítok.
2012. december 12-én, tizennégy év után új fénykép jelent meg Simicskáról a sajtóban: a másnapi Magyar Narancs címlapfotója került ki az újság Facebook-oldalára.

### A G-nap és az „Orbán-Simicska háború”
2014-ben arról kezdett cikkezni a sajtó, hogy megromlott a viszonya Orbán Viktorral. Ennek árulkodó jelei voltak már a kormány politikusainak hozzáállása a Simicska tulajdonában álló médiumokhoz. Például 2014 nyarán Kövér László kritikával illette az általa akkor még kormánypártinak minősített Hír TV-t, mert a reklámadó ellen tiltakoztak az ellenzéki médiával egyetemben, míg ugyanezen év őszén L. Simon László megfenyegette a Hír TV-t a Várkert Bazárral kapcsolatos kérdések miatt.
2015. február 6-án pénteken a Simicska érdekkörébe tartozó Magyar Nemzet, Lánchíd Rádió és Hír TV vezérkara lelkiismereti okokra hivatkozva lemondott. Ezzel kapcsolatban Simicska az ATV-nek elmondta: „árulásnak tartom, és mellbe vágott”. Az Index internetes hírportálnak útban a Magyar Nemzet szerkesztősége felé elmondta, hogy kirúg „minden orbánistát”. Ezután olyan vulgáris kijelentéseket tett különböző sajtóorgánumoknak, ami a megromlott viszony legerősebb bizonyítékának tekinthető:
- Index: „Orbán egy geci.” … „Mondom, le is írhatja, Orbán egy geci.”[25]
- Hír24: „Az Orbán Viktor is geci. Az is geci. Azt is leírhatja.”[26]

Az elhíresült mondatok után a közéletben ez, a Simicska-médiabirodalom további sorsát jelentősen meghatározó nap G-napként vonult be a köztudatba.

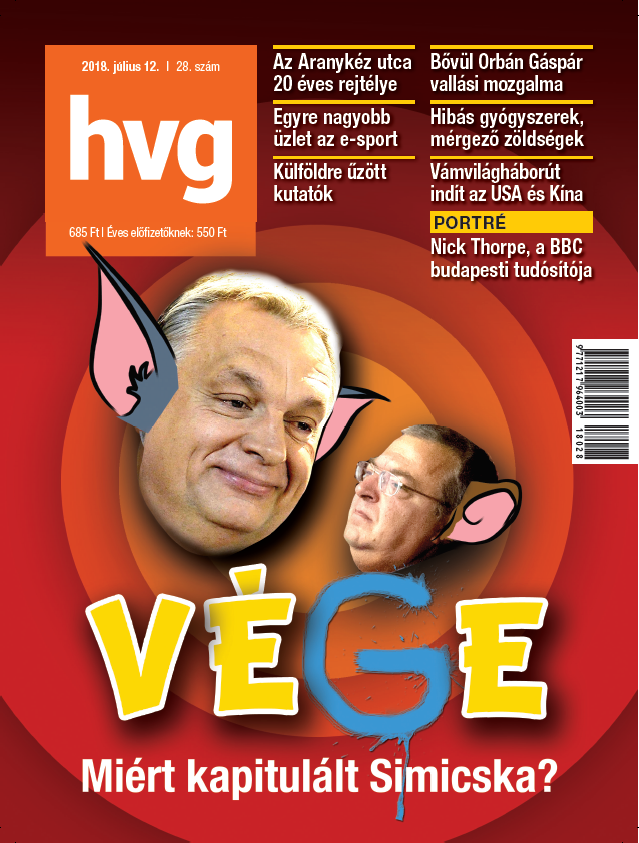
Simicska Lajos karikatúrája a HVG címlapján 2018. július 10-én

A „G-nap” után Kövér László a Magyar Nemzetet és a Hír TV-t ellenzékinek minősítette, a kormánypárti szavazóknak pedig nem javasolta ezen médiumok további „fogyasztását”. A Hír TV vezérigazgató-helyettese, Tarr Péter a csatorna 2015 őszi tartalmi-arculati megújítása után a Kreatívnak adott interjújában elmondta, hogy anno a Fidesz-kormány „kézivezérelte” a Hír TV-t: „Korábban ez a televízió ezer szállal a kormánypártokhoz köthető médium volt. A kormány kommunikációjáért felelős emberek heti rendszerességgel jártak be eligazítani a vezérkart.” A kormány azonban tagadta Tarr kijelentéseit. A G-nap óta azonban a kormánypárti politikusok sorra mondták le a Hír TV hírműsoraiba való meghívásokat, a televíziót azután is bojkottálták, és a 2018-as fideszes visszavételig csak ritkán tűntek fel kormánypárti politikusok a stúdióban.
Az Orbán–Simicska-konfliktusként emlegetett konfliktus folytatásaként 2015 júliusában a Közgépet három évre kizárták az állami közbeszerzési tenderekről, azonban a Fővárosi Közigazgatási és Munkaügyi Bíróság 2015 szeptemberben felfüggesztette a kizárási határozatot, míg decemberi elsőfokú ítéletében a Közgép javára döntött, mert a kizárás az ítélet szerint jogszerűtlen volt.
Az „oszlopháborúként” nevezett ügyben a Mahir fővárosi hirdetőoszlopait bontotta el a fideszes vezetésű Fővárosi Önkormányzat, ezt a gyakorlatot azonban a bíróság 2016. január 12-i végzésében felfüggesztette és kötelezte a fővárost az oszlopok helyreállítására.
2016. április 23-án tüdővérzés miatt kórházba került.

### A Fidesz 2018-as győzelme után
A 2018-as országgyűlési választás után két nappal, április 10-én bejelentették, hogy felszámolják a Magyar Nemzetet és a Lánchíd Rádiót.
Ezt követően június 6-án a szintén Simicskához köthető Heti Válasz másnapi megszűnését jelentették be. A megvásárlás iránt érdeklődő amerikai befektető visszalépése után született meg a döntés, miszerint a lap június 7-én jelenik meg utoljára nyomtatásban.